# Francis Hutcheson
Francis Hutcheson (8. srpna 1694, Drumalig, Irsko – 8. srpna 1746, Glasgow, Skotsko) byl skotský filosof a jeden ze zakladatelů Skotského osvícenství.

## Životopis
Narodil se v Irsku do rodiny skotských presbyteriánů. Studoval filosofii, literaturu a teologii na University of Glasgow.

## Myšlenky
Jeho myšlenky ovlivnily i takové velikány, jakými byli např. David Hume nebo Adam Smith. Byl významným teoretikem morální filozofie.
Hutcheson vystupoval proti Mandevillovi a byl pokračovatelem směru Shaftesburyho. Svědomí, a nikoli zájem je kritériem mravnosti. Mravní zákony jsou věčné a neměnné. Stejně jako Shaftesbury spojuje Hutcheson etiku s estetikou, pokládaje esteticky cit právě tak za vrozený, jako etický.